# 景深

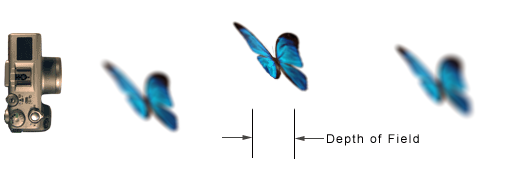
景深指的是相机对焦点前后相对清晰的成像范围。在景深之內的影像比較清楚，在這個範圍之前或是之後的影像則比較模糊。

景深（英語：Depth of field, DOF）是指相机对焦点前后相对清晰的成像范围。在光學中，尤其是錄影或是攝影，是一個描述在空間中，可以清楚成像的距離範圍。雖然透鏡只能夠將光聚到某一固定的距離，遠離此點則會逐漸模糊，但是在某一段特定的距離內，影像模糊的程度是肉眼無法察覺的，這段距離稱之為景深。當焦點設在超焦距处時，景深會從超焦距的一半延伸到無限遠，對一個固定的光圈值來說，這是最大的景深。
景深通常由物距、鏡頭焦距，以及鏡頭的光圈值所決定（相對於焦距的光圈大小）。除了在近距離時，一般來說景深是由物體的放大率以及透鏡的光圈值決定。固定光圈值時，增加放大率，不論是更靠近拍攝物或是使用長焦距的鏡頭，都會減少景深的距離；減少放大率時，則會增加景深。如果固定放大率時，增加光圈值（縮小光圈）則會增加景深；減小光圈值（增大光圈）則會減少景深。
對於某些影像，例如風景照，比較適合用較大的景深，然而在人像攝影時，則經常使用小景深（或者叫浅景深）來構圖，造成所谓背景虚化的效果。因為數位影像的進步，影像的銳利度可以由電腦後製而改變，因此也可以由後製的方式來改變景深。

## 感光元件尺寸与景深的关系
在等效焦距、等效光圈、对焦距离三者相同的条件下，不同尺寸的感光元件景深保持一致。其中焦距和等效焦距、光圈和等效光圈的换算普遍以135传感器为标准。

## 相机运动和景深的关系

### 景深标尺

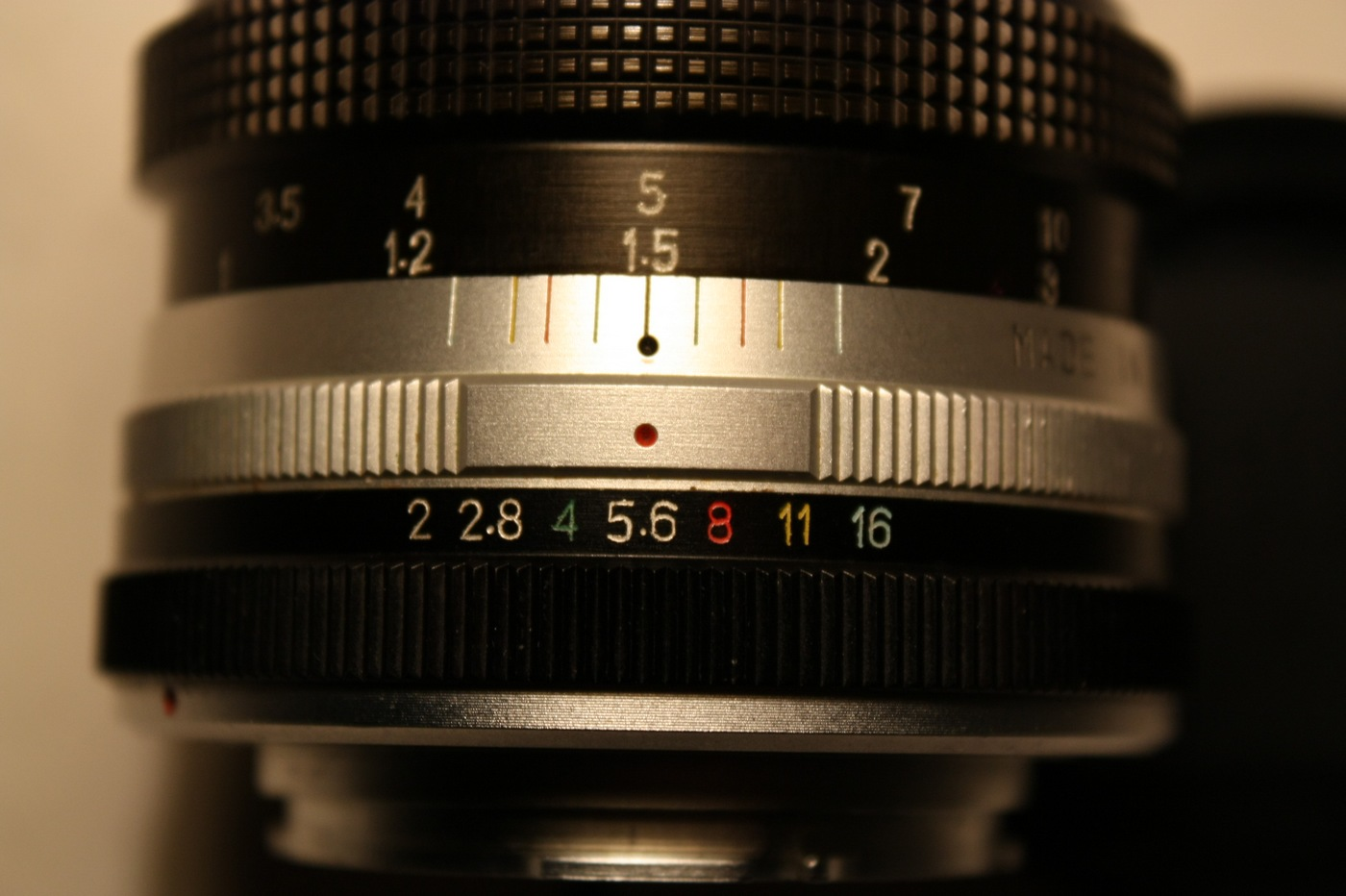
景深表，下面调节光圈，上面有对应的景深，光圈数值的颜色对应对焦环上的景深刻度颜色。例如把光圈调为黄色的 11，对应的景深就是上方两条黄色刻线中间的部分，用米和英尺两种单位表示

从1933年起开始，徕卡相机开始将超焦距尺刻印在镜头上 此后各厂家出产的大部分镜头或照相机，都配备了根据焦距和光圈值换算景深的景深标尺。景深标尺通常包括英尺和米两种单位；当某个距离值对准白色标线時，这一距离的物体就恰好在焦平面上成像。景深表下方白色标线两侧有标示光圈值的数值，当镜头的光圈值设定为某一数值时，景深就为该光圈值标线对齐的距离标尺上的两个数值范围。

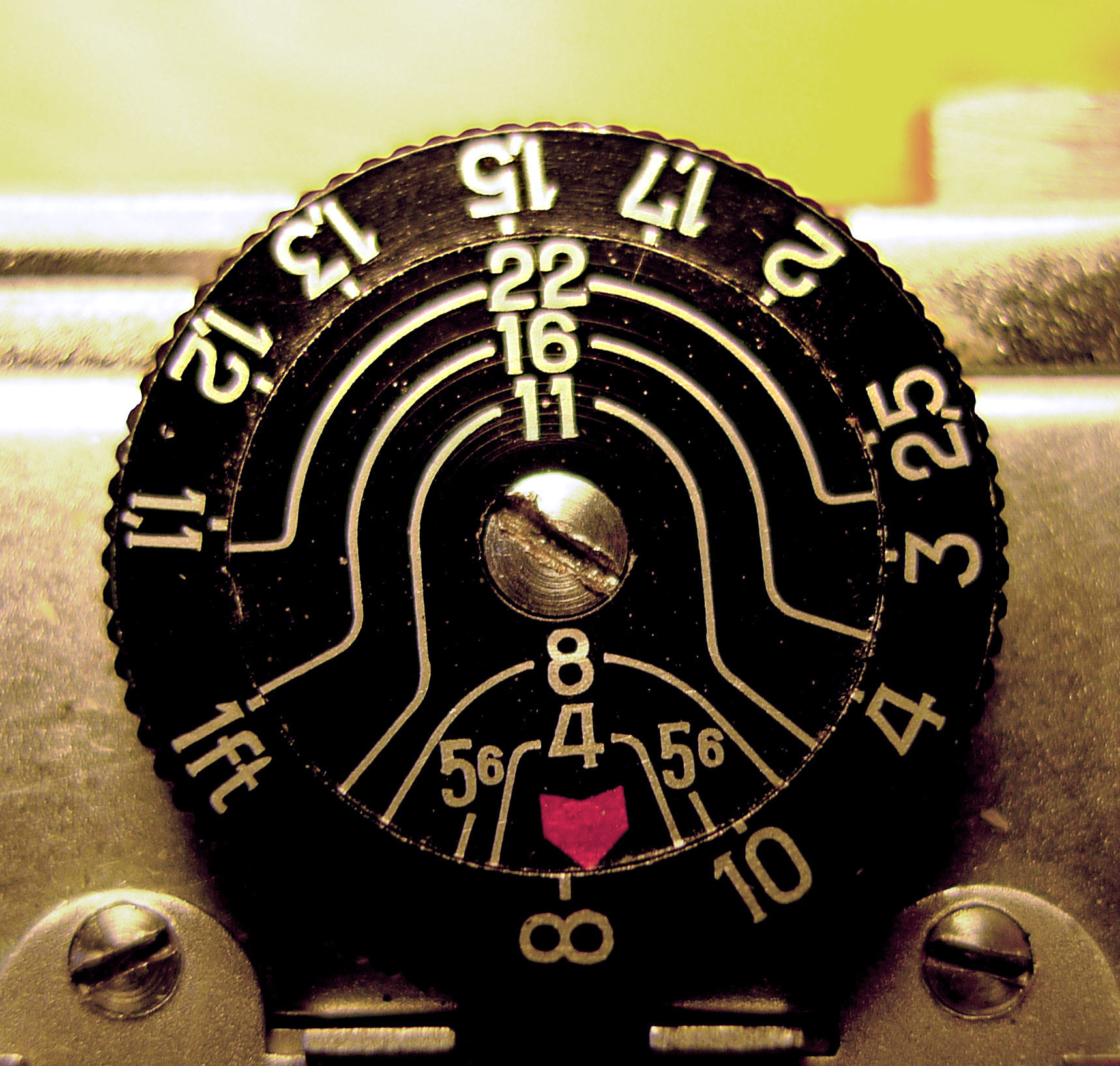
Tessina 相机的景深标尺

也有一些相机，景深标尺不在镜头上，而在控制焦距的旋钮上，例如Rolleiflex双反相机和Tessina微型相机。

### 超焦距
当远景深被扩大到无穷远时，从焦点到镜头中心的距离即是超焦距（英語：Hyperfocal distance，亦称泛焦距离）；通过将相机对焦在超焦距上可以获得给定f值下的最大景深。让对焦距离超过超焦距并不会使远景深增加（因为它已经被扩展到了无穷远），但这样却会缩短近景深，进而使完整的景深缩小，所以一些摄影师认为这样做会浪费景深。然而，这个结论是基于近处和远处的模糊圆一样大得出的，亦有摄影师认为，远处的物体在照片上较实际尺寸的比例偏小，因此若远处的物体是照片表现的主体，需要保证更小的模糊圆才能让观众感到清晰，因此对焦时超过超焦距靠近无穷远是合理的。
如果镜头包含景深刻度，那么可以将无限远标志和某个f值的标志对齐来设置超焦距。例如，将上图中的35mm镜头设置到 f/11 处，即将无限远标志与‘11’标志对齐就可以将焦距设成超焦距。对焦在超焦距上是一个将对焦区域在远景深上延伸至无限远的特例。

### 红点摄影

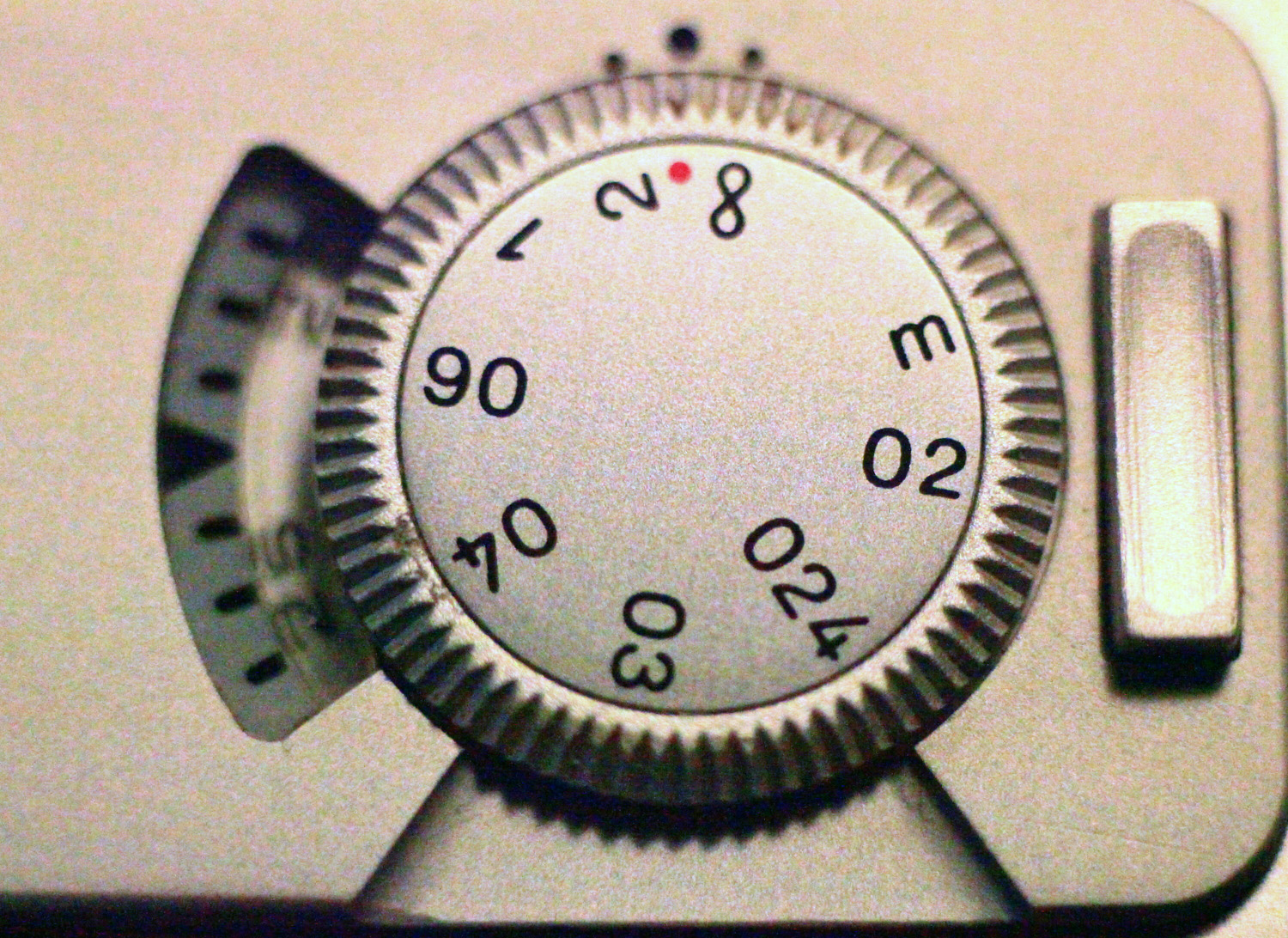
美乐时 LX 型相机的超焦距红点

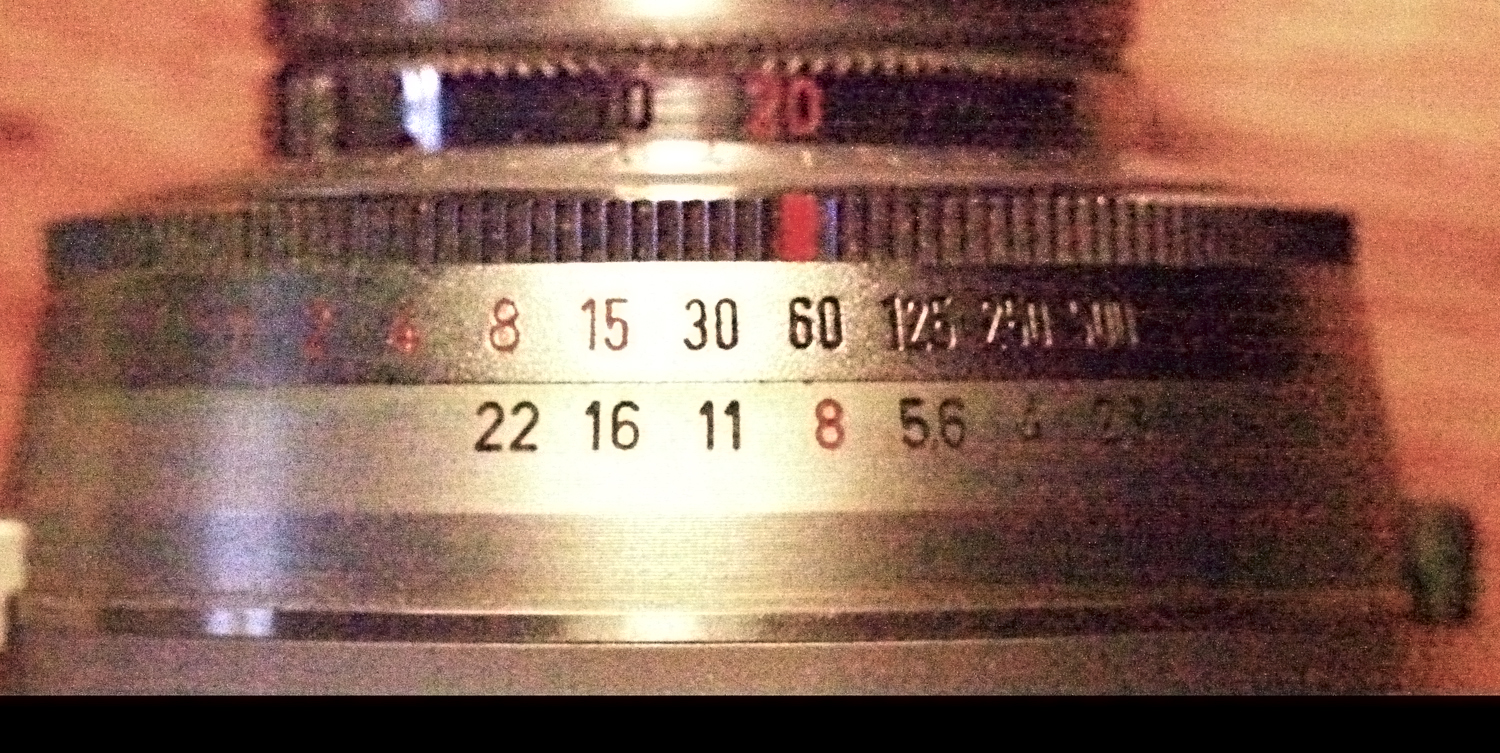
蔡司Contessa相机的超焦距红字

有一些相机将超焦距表示为红字或红点。例如美乐时 LX 型相机的对焦盘上，在2m与无穷远之间有一红点，将镜头对准红点，则景深由米延伸到无穷远。又如蔡司Contessa相机镜头上20英尺为红字，光圈 f/8 也为红字，表示当光圈设为 f/8 时，将镜头对焦至20英尺可获得最大的景深，景深范围为10英尺至无穷远。

## 有限景深：选择对焦
要获得有限景深的照片，其目的是获得小景深的照片，因此要选择大光圈。

## 模糊圈

光圈對景深以及模糊圈的影響。焦點 (2) 可以在像平面 (5)成像，但是在不同距離的點，如 （1 跟 3）則會投影出一個模糊的點，此點已大於模糊圈。減少光圈的大小 (4) 可以減小那些不在焦點上的點的模糊圈大小，因此模糊就變的比較不易察覺，看起來這些點就變成都在景深內

当镜头准确对焦时一个物体，一个点光源在像平面上成像为一个点（不考虑光的衍射）；而在此物体前后的点光源在像平面上显示为圆斑。偏离准确对焦位置越多的点光，像平面上的圆斑越大，大过一定程度，人眼看去就显得模糊，这个圆斑限度就是模糊圈。人眼观看一张在明视距离25厘米的照片，可以分辨出不小于1/4毫米的圆斑；如果这张照片是一张从35毫米底片放大的8x10英寸照片，放大倍数为8，那么在底片上与放大照片上0.25毫米像对应的斑的直径为
```
 c=     

  

    

      

        

          

            
1

            

              
8

              
∗

              
4

            

          

        

        
≈

        

          

            
1

            
30

          

        

      

    

    
{\displaystyle {\frac {1}{8*4}}\approx {\frac {1}{30}}}

  

毫米
```

这就是一般35毫米相机取模糊圈为 1/30 毫米的由来。
如果35毫米底片放大16倍，即 16 X 20 吋，而观看距离增加到50厘米，模糊圈仍保持 1/30 毫米。
对于其他像幅，模糊圈做相应的改变
例一：  6 X 6  厘米相机
放大 8 吋照片，放大倍数=3.4 模糊圈 = 1/（3.4 x 4)  ~  1/14  毫米
例二：14x21毫米像幅微型相机
放大8吋照片，放大倍数为 15倍；所以模糊圈  c = 1/60  毫米

## 景深公式

### 超焦距
{\displaystyle f}代表鏡頭的焦距，{\displaystyle N}代表鏡頭的光圈值，而 {\displaystyle c} 代表的特定的底片格式
模糊圈的直徑，超焦距為{\displaystyle H}可由下式描述：
{\displaystyle H=f+{\frac {f^{2}}{Nc}}}

### 景深的准确公式
景深公式依据下列6个关系式
1） 光圈的直径  d  = {\displaystyle {\frac {f}{N}}}

景深图

其中 f 为镜头的焦距， N代表 镜头设定的光圈数（2.8，4，5.6，8，11，16，22等）。
2）光学透镜成像公式
{\displaystyle {\frac {1}{s}}+{\frac {1}{v}}={\frac {1}{f}}}
其中v代表像距，s代表物距
3）后物体的成像公式：
{\displaystyle {\frac {1}{D_{N}}}+{\frac {1}{v_{N}}}={\frac {1}{f}}}
4) 前物体的成像：
{\displaystyle {\frac {1}{D_{F}}}+{\frac {1}{v_{F}}}={\frac {1}{f}}}
5) {\displaystyle {\frac {v_{N}-v}{v_{N}}}={\frac {c}{d}}}
6) {\displaystyle {\frac {v-v_{F}}{v_{F}}}={\frac {c}{d}}}
从这6个关系式组成的连立方程， 利用逐次消元法，可以不作任何简化，就得到
{\displaystyle D_{N}={\frac {sf^{2}}{f^{2}+cN(s-f)}}}
{\displaystyle D_{F}={\frac {sf^{2}}{f^{2}-cN(s-f)}}}
{\displaystyle DOF=D_{F}-D_{N}={\frac {sf^{2}}{f^{4}-(cN)^{2}(s-f)^{2}}}}
令{\displaystyle D_{F}}为无穷大，求{\displaystyle s}
{\displaystyle s=H=f+{\frac {f^{2}}{Nc}}}   即超焦距
将超焦距公式代入{\displaystyle D_{N}}，{\displaystyle D_{F}} 关系式，即得
{\displaystyle D_{N}={\frac {s(H-f)}{H-2f+s}}}
{\displaystyle D_{F}={\frac {s(H-f)}{H-s}}}
此二公式，对于中长距离和近距离一律适用
例：  镜头对焦于{\displaystyle s=H/n},  代入上列二式得
{\displaystyle D_{N}={\frac {H}{n+1-{\frac {n-1}{{\frac {H}{f}}-1}}}}}
{\displaystyle D_{F}={\frac {H}{n-1}}(1-{\frac {f}{H}})}
当{\displaystyle n=1,s=H},
{\displaystyle D_{N}={\frac {H}{2}}}, {\displaystyle D_{F}=\infty }
对{\displaystyle n>1,H\gg f,} 当{\displaystyle s=H/n},
{\displaystyle D_{N}\approx {\frac {H}{n+1}}}
{\displaystyle D_{F}\approx {\frac {H}{n-1}}}

### 前景和背景虚化
在焦点前的虚化一般叫前景虚化。相应的，在焦点后的叫背景虚化。

## 範例

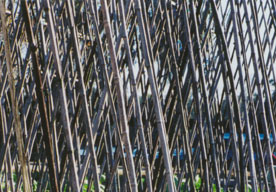
f/22
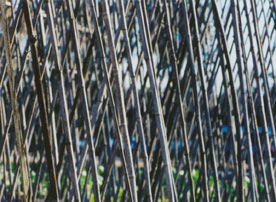
f/8
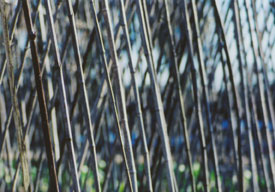
f/4
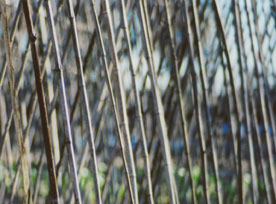
f/2.8
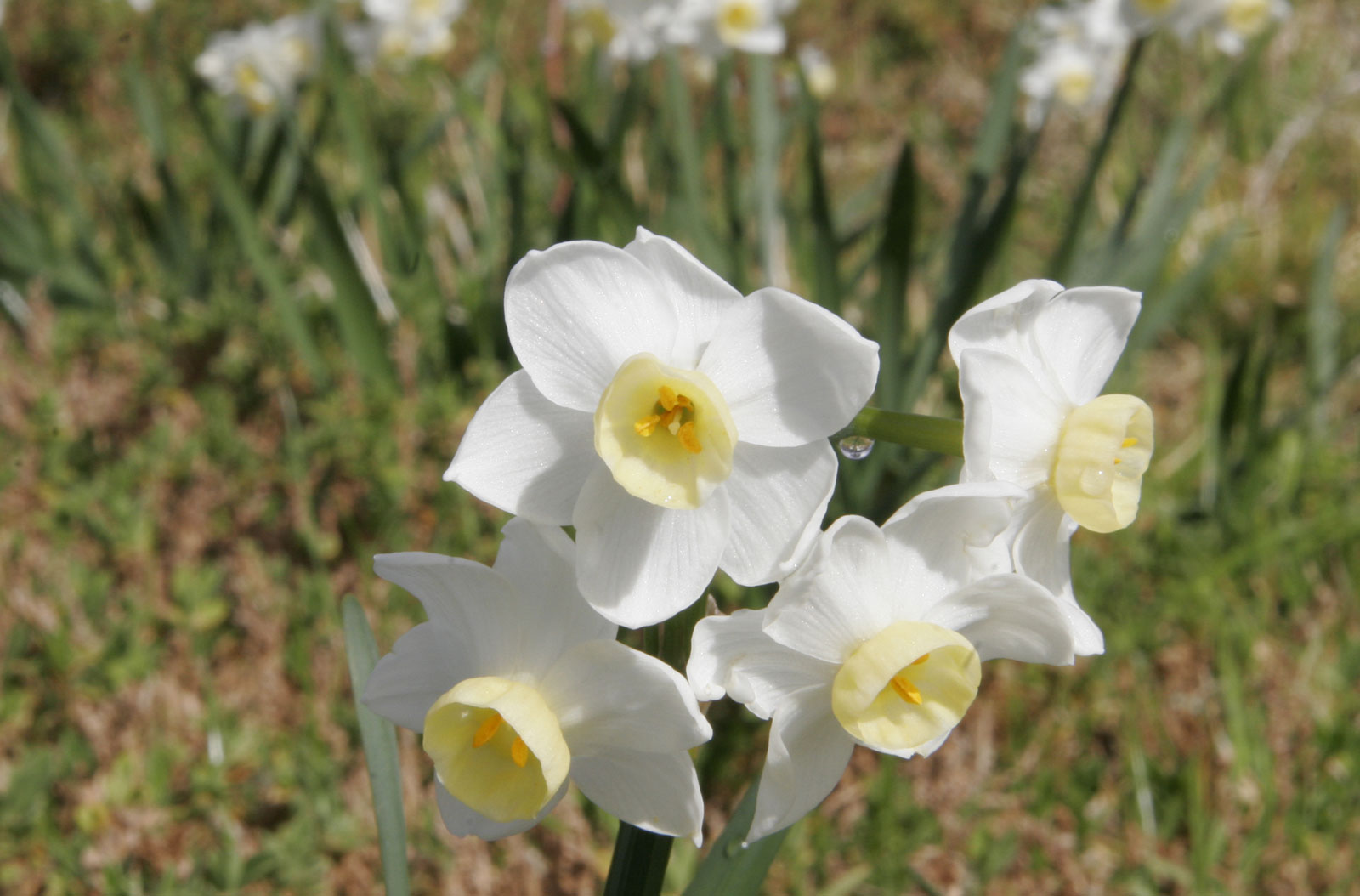
在f/32，背景很清楚
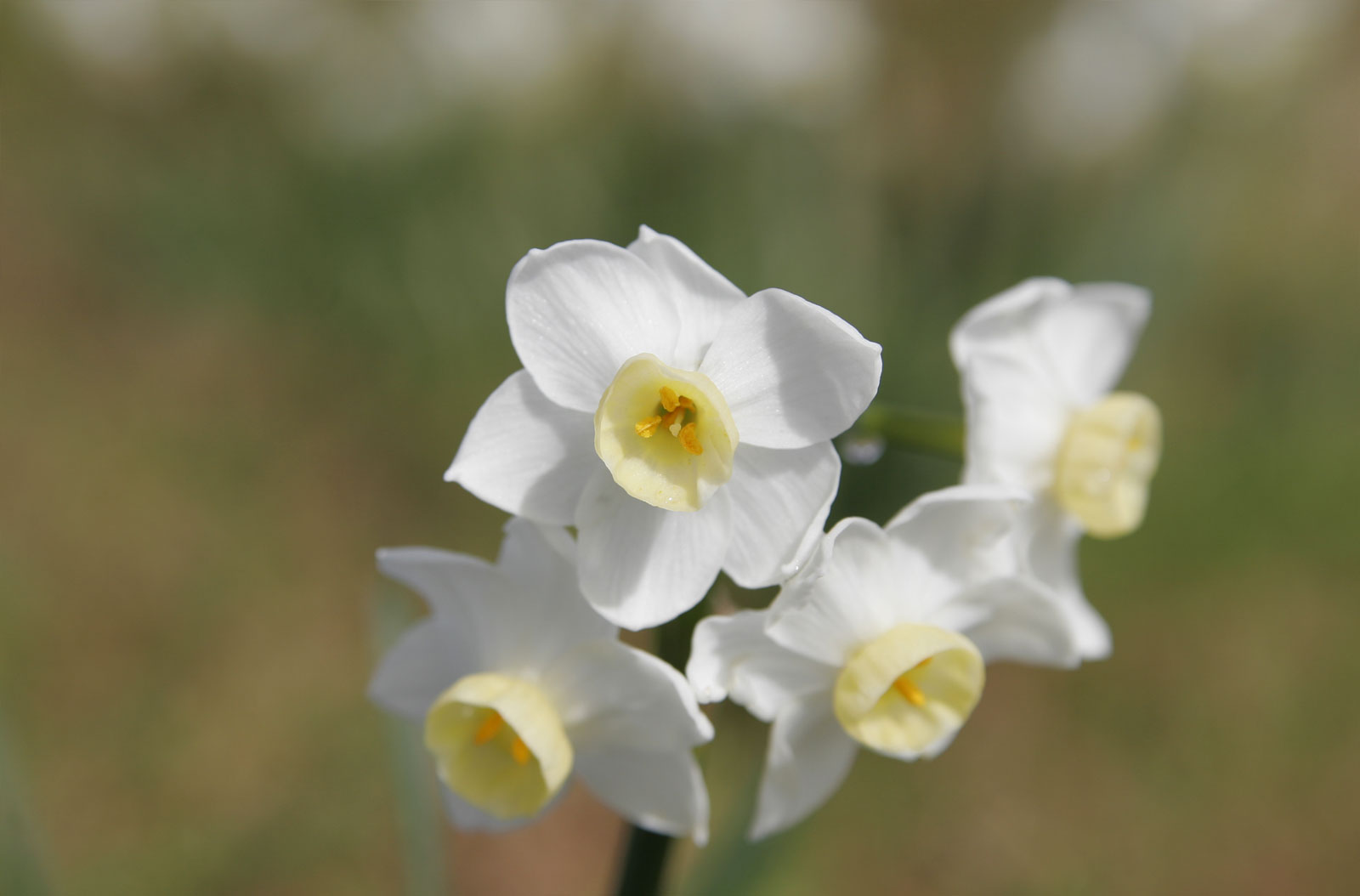
在f/5.6，光圈開大，使背景模糊，讓花與背景分離
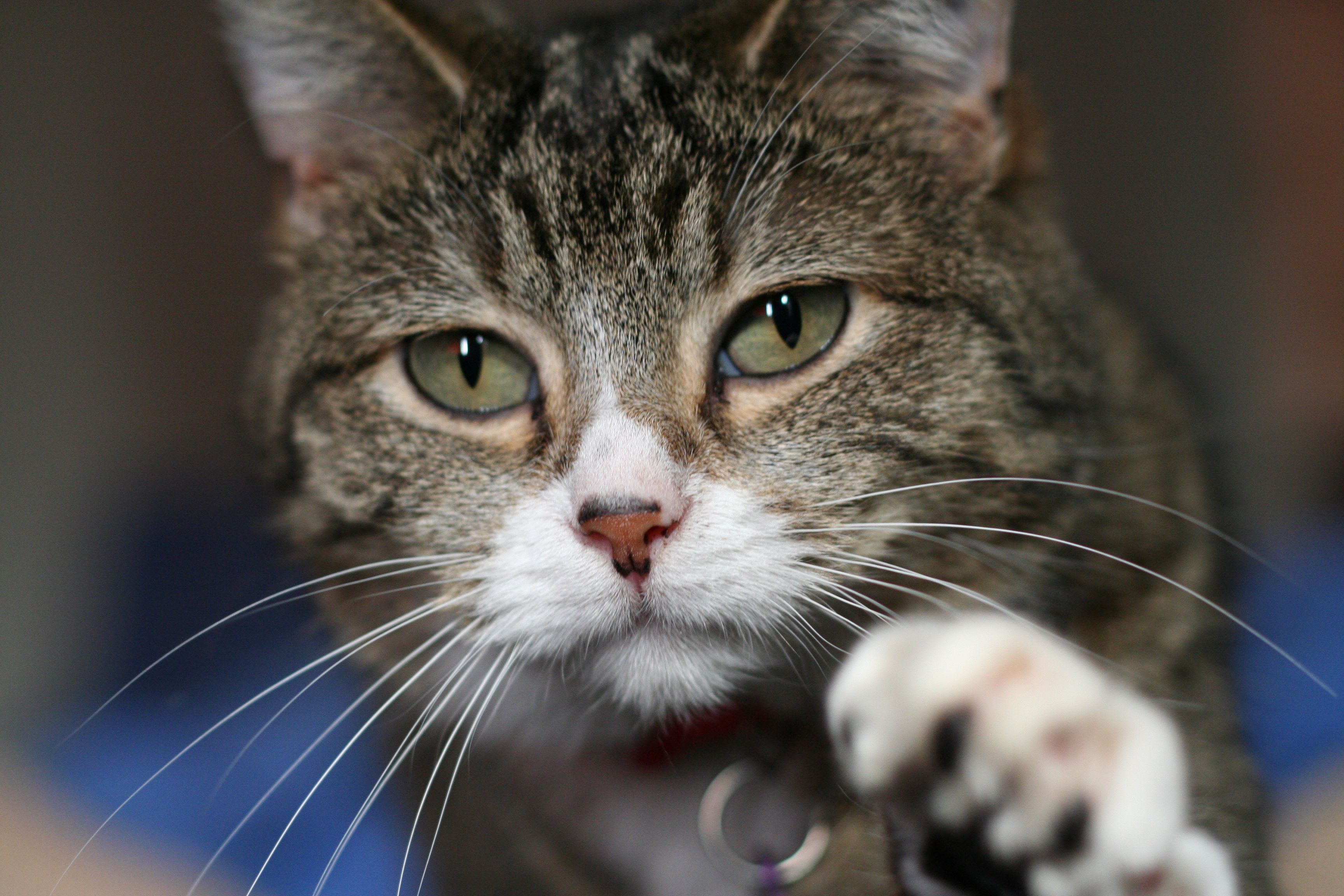
f/2.8，利用淺景深主題貓也與背景分離
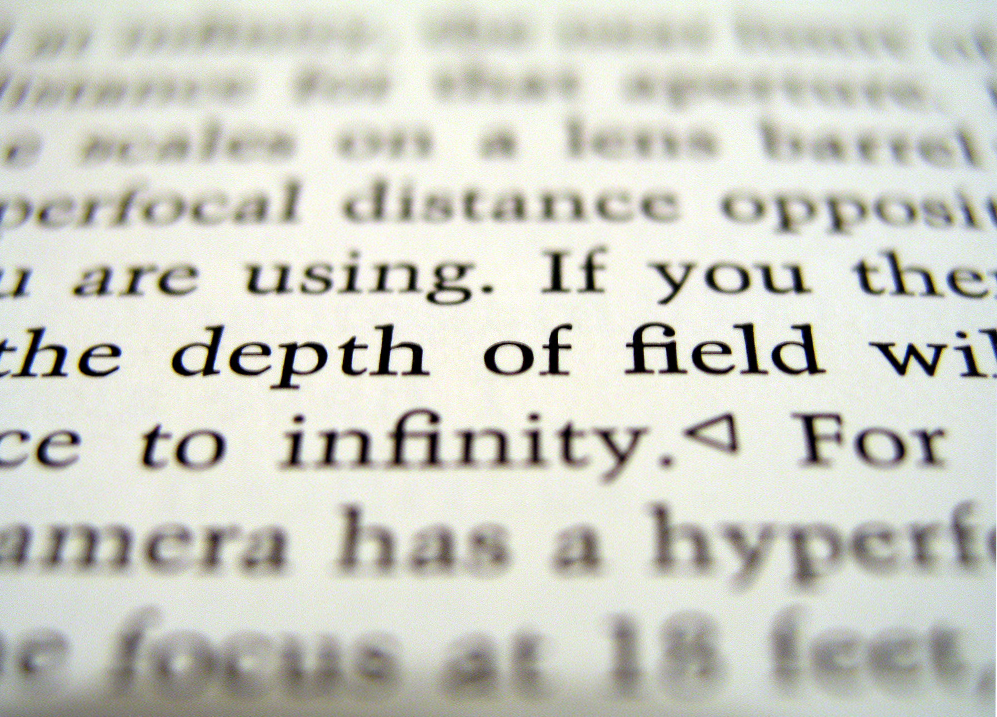
使用非常淺景深的微距鏡頭

## 外部連結
- 景深計算器 （页面存档备份，存于）